# عبد الكريم سيسيه
عبد الكريم سيسيه (بالفرنسية: Abdoul Karim Cissé)‏ هو لاعب كرة قدم إيفواري يلعب كحارس مرمى ولد بتاريخ 20 أوكتوبر 1985 في أبيدجان.

## مسيرته
سبق له أن لعب في نادي أسيك ميموزا الإيفواري ومثل منتخب ساحل العاج في ستة مباريات.

## وصلات خارجية
عبد الكريم سيسيه على موقع قاعدة بيانات كرة القدم.إي يو (الإنجليزية)
- عبد الكريم سيسيه على موقع ناشيونال فوتبول تيمز (الإنجليزية)
- عبد الكريم سيسيه على موقع Soccerway.com (الإنجليزية)
- عبد الكريم سيسيه على موقع عالم كرة القدم.نت (الإنجليزية)
- عبد الكريم سيسيه على موقع AS.com (الإسبانية)